# Palmer (Illinois)
Palmer és una població dels Estats Units a l'estat d'Illinois. Segons el cens del 2000 tenia 248 habitants.

## Demografia
Segons el cens del 2000, Palmer tenia 248 habitants, 89 habitatges, i 71 famílies. La densitat de població era de 95,8 habitants/km².
Dels 89 habitatges en un 42,7% hi vivien nens de menys de 18 anys, en un 70,8% hi vivien parelles casades, en un 9% dones solteres, i en un 20,2% no eren unitats familiars. En el 19,1% dels habitatges hi vivien persones soles l'11,2% de les quals corresponia a persones de 65 anys o més que vivien soles. El nombre mitjà de persones vivint en cada habitatge era de 2,79 i el nombre mitjà de persones que vivien en cada família era de 3,18.
Per edats la població es repartia de la següent manera: un 30,6% tenia menys de 18 anys, un 6,9% entre 18 i 24, un 26,2% entre 25 i 44, un 22,6% de 45 a 60 i un 13,7% 65 anys o més.
L'edat mediana era de 36 anys. Per cada 100 dones de 18 o més anys hi havia 95,5 homes.
La renda mediana per habitatge era de 35.750 $ i la renda mediana per família de 38.750 $. Els homes tenien una renda mediana de 34.167 $ mentre que les dones 20.156 $. La renda per capita de la població era de 17.615 $. Aproximadament el 4,4% de les famílies i el 5,3% de la població estaven per davall del llindar de pobresa.

## Poblacions més properes
El següent diagrama mostra les poblacions més properes.